# Bahnhofstraße 4 (Quedlinburg)

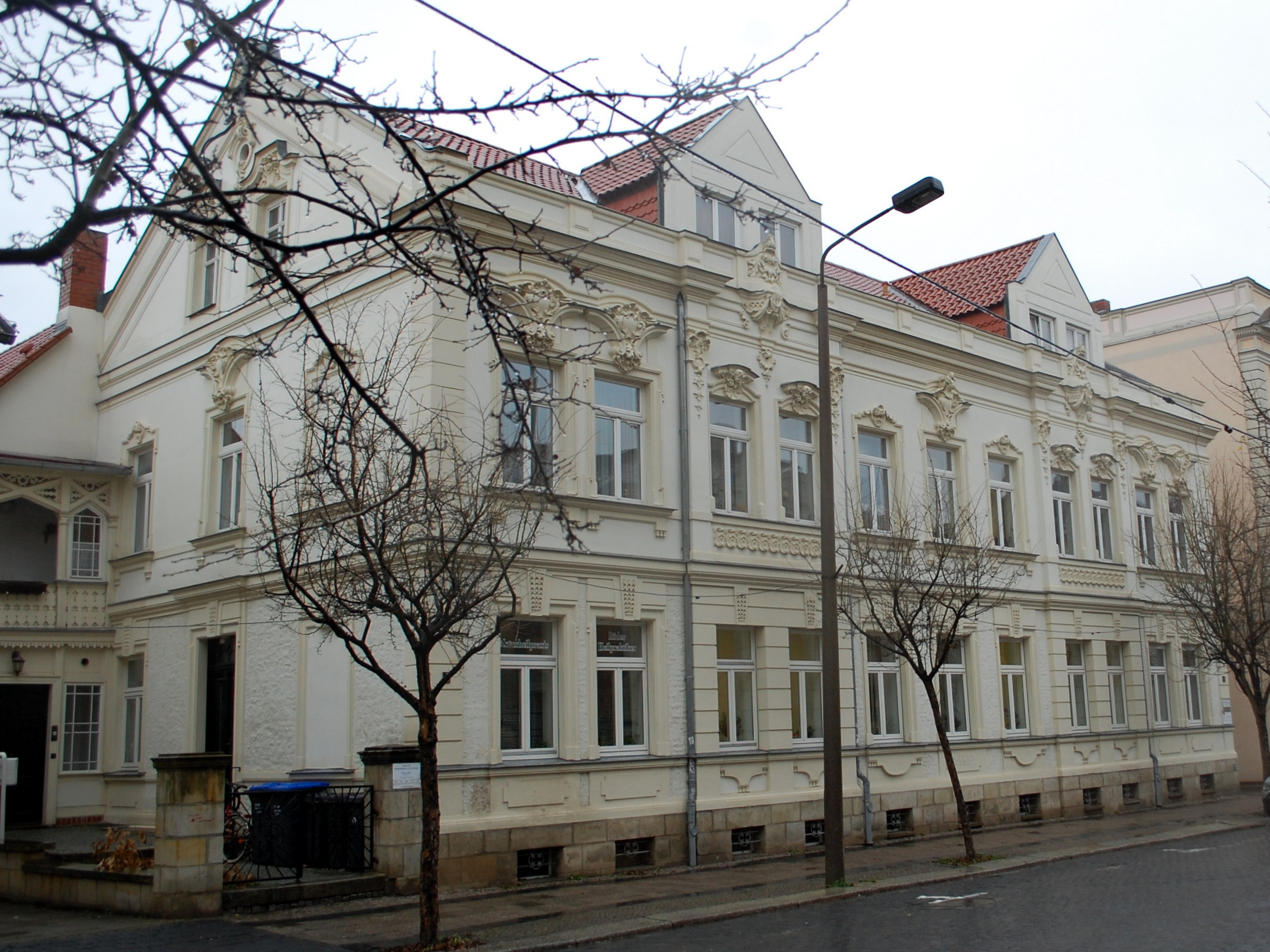
Wohnhaus Bahnhofstraße 4

Das Haus Bahnhofstraße 4 ist ein denkmalgeschütztes Gebäude in der Stadt Quedlinburg in Sachsen-Anhalt.

## Lage
Das Gebäude ist im Quedlinburger Denkmalverzeichnis als Wohnhaus eingetragen und befindet sich südöstlich der historischen Quedlinburger Altstadt.

## Architektur und Geschichte
Das prächtig gestaltete Wohnhaus wurde 1875 durch Christian und Robert Riefenstahl im eigenen Auftrag im Stil des Klassizismus gebaut. Zum Haus gehörte auch eine Poststation. Das Gebäude ist vielfältig mit Verzierungen im Stil des Rokoko verziert.
Auf der Hofseite befindet sich ein aus Holz gefertigter Standerker. Darüber hinaus steht dort auch ein Speicher in Fachwerkbauweise. Eine hölzerne Loggia befindet sich am Giebel eines Seitengebäudes.
Die Einfahrten waren mit aufwendig gestalteten Pfeilern aus Sandstein flankiert, die jedoch Anfang des 21. Jahrhunderts entfernt wurden.